# Teddy Ted
Teddy Ted war eine französische Comicserie über die Abenteuer eines fiktiven Cowboys in Nordamerika zur Zeit des Wilden Westens. Die Serie erschien von 1963 bis 1975 im Verlag Editions de Vaillant, Paris. Sie wurde von den Comicautoren Jacques Kamb und Roger Lécureux geschrieben. Die Zeichner waren Francisco Hidalgo (Pseudonym: Yves Roy) und Gerald Forton. In Deutschland erschien eine Übersetzung als Zusatzgeschichte in der Comicserie Schwarzer Wolf (Bastei-Verlag, 1975 bis 1977).

## Handlung und Charaktere
Teddy Ted, der Hauptcharakter der Serie, stammt aus Arizona. Mit seinem Pferd Stormy erlebt er Abenteuer im Wilden Westen. Nebencharaktere der Serie sind unter anderem der Mestize Apache, der mexikanische Gitarrist Sancho sowie Jack Hilt, ein Cowboy mit einem Holzbein.

## Veröffentlichungen
In Frankreich erschienen von 1963 bis 1975 insgesamt 122 Teddy Ted - Geschichten. Die erste Geschichte wurde in Ausgabe 1005 des französischen Comicmagazins Vaillant im Verlag Editions de Vaillant veröffentlicht. Ab 1969 erfolgte dann die Veröffentlichung im Nachfolgemagazin Pif Gadget im gleichen Verlag. Die Auflage dieses Comicmagazins, auf dessen Konzept das deutsche Comicmagazin Yps basierte, erreichte Anfang der 1970er Jahre bis zu 1 Million Exemplare. Die letzte Teddy Ted – Geschichte wurde in Pif Gadget, Ausgabe 312 publiziert. Reprints einzelner Geschichten erschienen in den 1970er Jahren und im Jahr 2006.
Eine deutsche Übersetzung erschien unter dem Titel Teddy Ted – Der Mann aus Arizona als Zusatzgeschichte zu der Comicserie Schwarzer Wolf in den Jahren 1975 bis 1977 im Bastei-Verlag. Insgesamt wurden 68 vierfarbige Comichefte publiziert. Die Zusatzgeschichten hatten meistens einen Umfang von ca. 10 Seiten, teilweise waren sie aber auch umfangreicher.

## Rezeption
Michel Houellebecq erwähnt die Comicserie in seinem Roman Elementarteilchen. Der Protagonist Michel erinnert sich dort an seine Jugendzeit und die prägende Wirkung, die moralische Werte und ethische Vorstellungen in der Comicserie Teddy Ted und weiteren Serien im Magazin Pif Gadget auf ihn hatten.